# Hermann-Josef Bolder
Hermann-Josef Bolder (* 29. Dezember 1924; † 25. Oktober 2022) war ein deutscher Apotheker und Unternehmer.

## Leben
Hermann-Josef Bolder wurde 1953 bei Horst Böhme an der Universität Marburg mit einer Arbeit Über eine neue Wertbestimmung von Colchicin zum Dr. phil. nat. promoviert. Anschließend trat er 1954 in den väterlichen pharmazeutischen Betrieb ein, den er bis zu seinem Ruhestand leitete.

## Ehrungen
- Bundesverdienstkreuz am Bande